# デボン (牛)

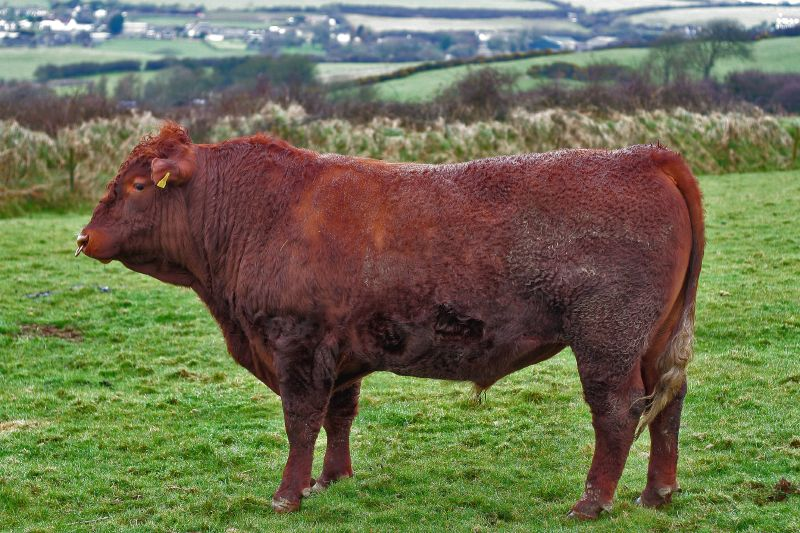
デボン（雄）

デボン（英: Devon）は、牛の品種のひとつ。イギリス南西部原産の毛色が紅褐色の肉牛である。毛色が淡褐色のサウスデボン種(South Devon)との混同を避けるため、本種は米国ではデボンよりノースデボン(North Devon)と呼ばれる方が一般的である。
原産地はイギリス南西部のデボン州およびサマセット州、コーンウォール州、ドーセット州である。イギリス南部の毛色が紅褐色の在来種から改良された近代種で、同じ起源を持つ系統にはヘレフォード種、サセックス種、リンカーンレッド種、レッドポール種がある。
日本では1871年に初めて輸入され、主に島根県を中心に和牛の改良に用いられた。

## 特徴
体重は成雄で770 kg～1,000 kg、成雌で430 kg～590 kgになる。
デボンの毛色は濃紅褐色～淡紅褐色ないし栗色である。米国では濃紅褐色の毛色が好まれ、デボンルビー、レッドルビーの愛称で呼ばれる。